# David Abraham Swanepoel
David Abraham Swanepoel (* 12. Juli 1912 in Ladybrand, Oranje-Freistaat; † 23. Dezember 1990 in Duiwelskloof, Transvaal), manchmal auch als D. A. Swanepoel zitiert, war ein südafrikanischer Lepidopterologe.

## Leben
Swanepoel war der Sohn von Johannes Hendrik und Wilhelmina Johanna Swanepoel. Sein Interesse an Schmetterlingen wurde durch die Lepidopterologen Paul Loewenstein und Henry E. Irving geweckt, denen er 1948 und 1951 zwei Arten aus der Gattung Lepidochrysops widmete. 1925 begann er mit dem Sammeln. Swanepoel hatte keine akademische Ausbildung, sondern war Autodidakt. 
Zwischen 1941 und 1983 publizierte Swanepoel mehrere wissenschaftliche Artikel, sein bedeutendster Beitrag ist jedoch das Buch Butterflies of South Africa: where, when and how they fly, das 1953 veröffentlicht wurde und Generationen von Schmetterlingssammlern beeinflusste. 
Seine Sammlung befindet sich im Ditsong National Museum of Natural History (ehemals Transvaal Museum) in Pretoria.

## Erstbeschreibungen von David Abraham Swanepoel
- Lepidochrysops irvingi (Swanepoel, 1948)
- Lepidochrysops vansoni (Swanepoel, 1949)
- Lepidochrysops loewensteini (Swanepoel, 1951)
- Thestor murrayi Swanepoel, 1954
- Lepidochrysops lotana Swanepoel, 1962
- Lepidochrysops praeterita Swanepoel, 1963
- Thestor stepheni Swanepoel, 1968
- Lepidochrysops quickelbergei Swanepoel, 1969
- Lepidochrysops swartbergensis Swanepoel, 1969
- Lepidochrysops jamesi Swanepoel, 1971
- Poecilmitis azurius Swanepoel, 1975
- Poecilmitis orientalis Swanepoel, 1976
- Lepidochrysops outeniqua Swanepoel & Vári, 1983
- Lepidochrysops oosthuizeni Swanepoel & Vári, 1983
- Lepidochrysops littoralis (Swanepoel, 1983)

## Dedikationsnamen
Nach Swanepoel sind die Arten Aloeides swanepoeli, Dira swanepoeli, Lepidochrysops swanepoeli, Poecilmitis swanepoeli, Pseudonympha swanepoeli und Thestor swanepoeli benannt.